# Rosa pouzinii
Rosa pouzinii es un arbusto de la familia de las rosáceas.

## Descripción
Escaramujo parecido a la Rosa canina. Viene caracterizada por sus tallos y ramillas delgados y flexuosos, a menudo coloreados de rojo; hojuelas pequeñas, ovado-redondeadas o elípticas con el bode profunda y doblemente aserrado, los dientes rematados en una glandulita, lampiñas o pelosas sólo en los nervios por el envés. El pecíolo y raquis de la hoja suelen llevar algunas glándulas pediculadas, que son abundantes en el pedicelo de la flor. La corola es más pequeña, de color rosado o raramente blanca, los sépalos caducos en el fruto y los estigmas lampiños o muy poco pelosos. Cinorrodón ovoide, de 1-2 cm de color rojo, glabro y con glándulas en el pedúnculo.

## Distribución y hábitat
En el Mediterráneo. Se extiende por casi toda la península ibérica. Habita en linderos y claros del bosque, en solanas pedregosas, ascendiendo desde el nivel del mar hasta unos 1.400 m de altitud.

## Taxonomía
Rosa pouzinii fue descrita por Leopold Trattinnick y publicado en Rosacearum monographia 2 : 112 (1823)
Etimología
Rosa: nombre genérico que proviene directamente y sin cambios del latín rosa que deriva a su vez del griego antiguo rhódon, , con el significado que conocemos: «la rosa» o «la flor del rosal»
pouzinii: epíteto

## Nombre comunes
- Castellano: abrojos, agabanza, agabanzo, artos, calambrujo, chincholero, escambrón, escarambrojo, escaramojo, escaramujo (5), escarbaculo, espino escaramujo, gabanza, galabardera, garrabera, mosqueta silvestre, picaespalda, pinche escaramujero, rosa campesina, rosa canina, rosa de culebra, rosa de perro, rosa montés, rosa perruna, rosal bravo, rosal bravío, rosal de lagarto, rosal del diablo, rosal garbancero, rosal perruno, rosal salvaje, rosal silvestre (4), rosal trepador, tapaculo, tapaculos, uña de gato, zarza de perro, zarza garbancera, zarza perruna, zarza-rosal.(el número entre paréntesis indica las especies que tienen el mismo nombre en España)[4]